# Alfred Heubeck
Alfred Heubeck (* 20. Juli 1914 in Nürnberg; † 24. Mai 1987 in Erlangen) war ein deutscher Klassischer Philologe.

## Leben
Nach dem Besuch eines humanistischen Gymnasiums studierte er Klassische Philologie in Erlangen bei Alfred Klotz, Alfred Schmitt und Kurt Witte, wo er mit der Arbeit Das Nationalbewußtsein des Herodot 1936 promoviert wurde. 1938–1956 war er Lehrer am Gymnasium Fridericianum Erlangen und danach bis 1962 Oberstudiendirektor und Leiter des Melanchthon-Gymnasiums Nürnberg. Er habilitierte sich am 3. Februar 1951 für Klassische Philologie mit der Schrift Der Odyssee-Dichter und die Ilias in Erlangen und wurde im selben Jahr zum Dozenten ernannt. Am 31. Mai 1957 erhielt er eine Stelle als außerplanmäßiger Professor und schließlich am 26. April 1962 als ordentlicher Professor den Lehrstuhl für Griechisch. Im Wintersemester 1978/79 war er Leiter des Erlanger Instituts für Alte Sprachen. Obwohl er 1979 emeritiert wurde, hielt er bis 1980 Vorlesungen als Honorarprofessor, bis der Lehrstuhl im Frühjahr 1980 durch seinen Nachfolger Egert Pöhlmann wieder besetzt war.
Sein Hauptarbeitsgebiet war die archaische Epik der Griechen, insbesondere Homer und Hesiod. Auch erforschte er das Problem des vorgriechischen Substrats und die kretische Schrift.

## Schriften (Auswahl)
- Das Nationalbewußtsein des Herodot. Neustadt a. d. Aisch 1936 (zugl. Phil. Dissertation, Erlangen)
- Der Odyssee-Dichter und die Ilias. Palm & Enke, Erlangen 1954 (zugl. Phil. Habilitations-Schrift Erlangen, vom 3. Februar 1951)
- Lydiaka. Untersuchungen zu Schrift, Sprache und Götternamen der Lyder. Universitätsbund Erlangen e. V., Erlangen 1959
- Aus der Welt der frühgriechischen Lineartafeln. Eine kurze Einführung in Grundlagen, Aufgaben und Ergebnisse der Mykenologie. Vandenhoeck u. Ruprecht, Göttingen 1966
- Die Homerische Frage. Ein Bericht über die Forschung der letzten Jahrzehnte. Wissenschaftliche Buchgesellschaft, Darmstadt 1974, ISBN 3-534-03864-9
- Kleine Schriften zur griechischen Sprache und Literatur. Universitätsbund Erlangen-Nürnberg, Erlangen 1984, ISBN 3-922135-34-X
- Heubeck, Alfred. Praegraeca: sprachliche Untersuchungen zum vorgriechisch-indogermanischen Substrat, Erlangen (1961); Rezension: A. J. Beattie, The Classical Review (1963).